# Hellfire (Album)
Hellfire ist das dritte Studioalbum der norwegischen Band 1349. Es erschien 2005 über Candlelight Records und in Russland über Irond.

## Entstehung
Destroyer von Nocturnal Breed steuerte drei Texte zu Hellfire bei. Das Album wurde im Studio Studio in Nyhagen, in dem auch die Band Darkthrone Material aufgenommen hatte, aufgenommen, abgemischt und produziert; zuständiger Toningenieur war Kjartan Hesthagen. Gemastert wurde es bei Strype Audio durch Tom Kvålsvoll, produziert wurde es von 1349, ausführender Produzent war Ronni Le Tekrø. Es wurde für den 21. Oktober 2005 angekündigt.

## Titelliste
1. I Am Abomination – 4:09 (Text: Destroyer; Musik: Tjalve)
2. Nathicana – 4:38 (Text: Seidemann; Musik: Archaon)
3. Sculptor of Flesh – 3:17 (Text: Seidemann; Musik: Archaon, Frost, Seidemann)
4. Celestial Deconstruction – 7:44 (Text und Musik: Archaon)
5. To Rottendom – 5:51 (Text: Destroyer; Musik: Archaon, Frost)
6. From the Deeps – 6:25 (Text: Seidemann; Musik: Archaon)
7. Slaves to Slaughter – 6:11 (Text: Destroyer; Musik: Tjalve)
8. Hellfire – 13:49 (Text: Frost; Musik: Frost, Seidemann, Tjalve)

## Musikstil und Texte
Wenngleich der Klang auf Hellfire „bewährt schäbig“ ist und die Stücke „extrem wie gehabt“ sind, ist „die Wut der Vergangenheit […] einem perfiden künstlerischen Kalkül gewichen“ und das Material laut Metal-Hammer-Redakteur Robert Müller vielfältiger, wohingegen Alex Henderson von Allmusic der Ansicht ist, das Album sei „kein bisschen weniger vorhersehbar oder eindimensional“ als der Vorgänger Beyond the Apocalypse. Die Stücke „unterstreichen den hohen Anspruch, den die Band pflegt: Technisch anspruchsvolle Rasereien (‚From The Deeps‘, ‚Slaves To Slaughter‘) treffen auf Stücke wie den Titel-Track ‚Hellfire‘, die auch anderen Emotionen außer Aggression Raum lassen“. Im Titelstück „dominieren verzerrte, fast doomige Riffs, die den Hörer dank ihrer ständigen Wiederholung hypnotisch in den Bann ziehen – fesselnd, melancholisch und doch gnadenlos“. Bei Celestial Deconstruction kombiniert die Band „die traditionelle Black Metal-Ästhetik mit avantgardistischem Anspruch im Stil Satyricons“, während das groove-lastige Sculptor of Flesh an Darkthrone erinnert und das 13:49 Minuten lange Titelstück von Müller als episch und als „radikale Form von LoFi-Ambient“ beschrieben wurde. Die Riffs bei To Rottendom nähern sich dem Death Metal an, während Sculptor of Flesh als slayer-beeinflusst und thrash-lastig beschrieben wurde.
Frost, der seine Weltanschauung mit dem Begriff des Satanismus zusammenfasst, bezeichnete die von ihm beigetragenen Liedtexte als „direkte Konsequenzen persönlicher Erfahrungen und erregter mentaler Zustände“. Er glaube, einige der von Seidemann geschriebenen seien stark von H. P. Lovecraft und lovecraftscher Magie inspiriert, wenngleich einige seiner Texte Projektionen seiner inneren Welt seien. Ravn und Archaon beschreiben laut Frost in ihren Texten persönliche Visionen, und Destroyer von Nocturnal Breed „überquillt einfach vor wunderschöner Zerstörung“.

## Kritiken
Im Metal Hammer wurde das Titelstück als „wirkungsvoller Kontrast zu zahlreichen wahrlich frostklirrenden Liedern auf HELLFIRE, und auch ein Zeichen dafür, dass 1349 problemlos ihr musikalisches Spektrum erweitern können, ohne dabei an Boshaftigkeit zu verlieren“, bezeichnet. Es ziehe „den Hörer […] hypnotisch in den Bann“. Das Album belegte dort den Soundcheck-Platz 28 und wurde von Robert Müller als Meisterwerk der Band bezeichnet; das über siebenminütige Celestial Deconstruction, das „vehement groovende“ Sculptor of Flesh und das Titelstück seien „[h]erausragend und beispielhaft für die bei aller stilistischen Strenge große Vielfalt des Albums“, und letzteres demonstriere „trefflich […], was für eine radikale Form von LoFi-Ambient Black Metal sein kann, wenn Könner am Werk sind“. Andreas Stappert vom Rock Hard bezeichnete Frosts Schlagzeugspiel als „nicht mehr von dieser Welt“, was „bei Konzerten den Einsatz eines Sauerstoffzelts direkt hinterm Drumkit unabdingbar machen“ dürfte. Neben den schnellen Stücken erschaffe die Band in langsameren Passagen „eine tief schwarze Atmosphäre zwischen heißem Pesthauch und harschem Frostklirren“, wofür From the Deeps oder das Titelstück „Paradebeispiele“ seien. Diesmal stimme „auch der Sound: ruppig, primitiv UND druckvoll. Beeindruckendes Black-Metal-Pflichtprogramm!“ Jackie Smit von Chronicles of Chaos zufolge ist Hellfire nicht ganz auf demselben Niveau wie Gehennas Album WW, aber „nichtsdestoweniger eine angemessen brutale und ergreifende Black-Metal-Scheibe“. Cosmo Lee vom Stylus Magazine schrieb, das Album werde der Selbstbeschreibung als audial hellfire (‚hörbares Höllenfeuer‘) mehr als gerecht.